# Beetleborgs - Quando si scatena il vento dell'avventura
Beetleborgs - Quando si scatena il vento dell'avventura è una serie televisiva statunitense.
Prodotta dalla Saban, è fortemente ispirata alla serie "sorella" Power Rangers della stessa casa. È una serie americana di supereroi in live-action coprodotta con Renaissance-Atlantic Films, Toei Company e Bugboy Productions. Le due stagioni sono andate in onda su Fox Kids dal 7 settembre 1996 al 2 marzo 1998. La serie ha adattato filmati di combattimento della serie tokusatsu di Metal Hero Juukou B-Fighter (prima stagione) e B-Fighter Kabuto (seconda stagione). A differenza dei suoi contemporanei, come Power Rangers, lo spettacolo poneva maggiore enfasi sugli elementi della sitcom, piuttosto che sul cattivo della settimana.
La sigla è scritta da Alessandra Valeri Manera e Silvio Amato, ed è interpretata da Enzo Draghi.

## Trama
Tre bambini coraggiosi, Roland Williams, Josephine e Andrew McCormick, vivono in una casa infestata da mostri, spettri, fantasmi e vampiri. Vogliono diventare dei supereroi chiamati Beetleborgs per combattere i cattivi e salvare il mondo.

## Episodi
| Stagione         | Episodi | Prima TV USA | Prima TV Italia |
| ---------------- | ------- | ------------ | --------------- |
| Prima stagione   | 53      | 1996-1997    |                 |
| Seconda stagione | 35      | 1997-1998    |                 |

## Personaggi e interpreti
- Roland Williams, interpretato da Herbie Baez, doppiato da Dania Cericola;
- Andrew McCormick, interpretato da Wesley Barker, doppiato da Monica Bonetto;
- Josephine McCormick, interpretata da Shannon Chandler episodi dal 1-39, e Brittany Konarzewski episodi dal 39-88, doppiata da Emanuela Pacotto;
- Aaron, interpretato da Kim Delgado;
- Abbie, interpretata da Channe Nolan;
- Flabber, interpretato da Billy Forester, doppiato da Riccardo Peroni;
- Conte Von Mars, interpretato da Joe Hackett, doppiato da Marcello Cortese;
- Nano, interpretata da Vivian Smallwood;
- Frankie, interpretato da David Fletcher, doppiato da Marco Pagani;
- Wolfgang, interpretato da Frank Tahoe e da Scott Page-Pagter (voce);
- Noxic, interpretato da Derek Stephen Prince (voce), doppiato da Diego Sabre;
- Typhus, interpretato da Dave Footman (voce), doppiato da Tony Fuochi;
- Jara, interpretata da Rajia Baroudi (voce), doppiata da Loredana Nicosia;
- Vexor, interpretato da Joey Pal (voce), doppiato da Maurizio Trombini.